# Castillo de Alcobaza
El castillo de Alcobaza (en portugués, castelo de Alcobaça) se localiza en la ciudad y freguesia del municipio del mismo nombre, en la subregión de Oeste, Portugal.
Ocupa una posición dominante al noroeste sobre la población, en la margen izquierda del río Baça. Desde sus ruinas se contempla una buena vista de la ciudad, inclusive su famoso monasterio, los campos circundantes y la sierra de los Candeeiros.

## Historia
Aunque las leyendas locales atribuyen la construcción del primitivo castillo a los visigodos, otros autores atribuyen su construcción a los musulmanes, quienes lo habrían edificado en una posición dominante sobre la villa “(…) dándole el nombre de Alcácer-bem- el Abbaci, que era el de una puerta de ciudad en Marruecos.
En la época de la Reconquista cristiana de la península ibérica, las tierras de la comarca de Alcobaza fueron tomadas por las fuerzas de Afonso I Henriques (1112-1185) hacia 1148, cuando se conquistó este castillo. Las tierras fueron donadas a los monjes de la Orden del Cister en 1153 para que las poblaran y defendieran, año en que se fundó el Monasterio de Santa María de Alcobaza, formando los "Cotos de Alcobaza", ampliados sucesivamente por donaciones reales y otros.
La comarca fue atacada por los moros en 1191 y 1195. Sancho I de Portugal (1185-1211) reconquistó la villa y sus tierras, devolviéndolas a los monjes cistercienses. El castillo, entonces abandonado y en ruinas, fue mientras tanto reconstruido por la Orden, pasando a formar parte de una línea de defensa avanzada de Lisboa, que también incluía el Castillo de Leiría, el Castillo de Pombal y el Castillo de Óbidos, por ejemplo.
Con la paz en estas zonas, los monjes se dedicaron a la viticultura y la enología, convirtiéndose en los siglos siguientes en un referente gastronómico internacional.
Hacia 1369, el abad de Alcobasa, D. Fray João de Ornelas, reforzó la defensa del castillo erigiendo una barbacana, habiendo reconstruido también una torre caída y el tramo de muralla que da al Monasterio. 
En el siglo XV, bajo el reinado de Juan I de Portugal (1357-1433), el castillo fue severamente dañado por el terremoto de 1422, y en 1424 se realizaron las reparaciones necesarias (torre y murallas). Un poco más tarde, el abad D. Frei Gonçalo Ferreira reconstruyó la Torre del Homenaje (1450).
En el siglo siglo XVII, en el contexto de la dinastía filipina, los Habsburgo españoles, se realizaron nuevas obras de reparación en el castillo (1627). En esta etapa, la torre destacada al este fue utilizada como prisión, función que cumpliría hasta el terremoto de 1755, cuando se derrumbó. Como el nombramiento de los alcaldes del castillo es prerrogativa de los abades de Alcobaza, Geraldo Pereira Coutinho, primer profesor y canónigo de la Universidad de Coímbra, fue nombrado alcalde mayor del castillo, el 10 de noviembre de 1701.
En la primera mitad del siglo XIX, en el reinado de María II de Portugal (1826-1828; 1834-1853), al no tener ya una función estratégica ni defensiva, extinguido el Monasterio (1834), el castillo pasó a la posesión del Ayuntamiento de Alcobaza, que determinó arrasarlo (1838), utilizándolo como cantera para nuevas construcciones en Alcobaza. El castillo se consideró extinto en las Actas del Ayuntamiento de (1854).
A mediados del siglo XX, abandonado y lleno de escombros, su aljibe se utilizó para almacenar agua potable para distribuirla a la población (1940). Unos años más tarde, se llevó a cabo una reconstrucción parcial del muro que da al Monasterio a partir de una descripción dejada por fray Fortunato Boaventura (1952-1953). Se hicieron trabajos de limpieza del monumento y su entorno, incluidos los accesos, con motivo de la visita de la Reina Isabel II del Reino Unido a Portugal, cuando visitó Alcobaza (1956). En la década de 1960 se realizaron nuevas reparaciones menores (1965).
Las excavaciones arqueológicas realizadas en su recinto en un proyecto de cuatro años iniciado en agosto de 2002, con fondos municipales, buscaron dilucidar cuestiones relacionadas con el tiempo y la autoría de la fundación del castillo. El trabajo fue coordinado por los arqueólogos Jorge António y Manuela Pereira, al frente de un grupo de voluntarios y algunos trabajadores del municipio.

## Descripción
A una altura de 69 metros, el castillo tiene una planta irregular, de estilos románico y gótico. Se conservan los muros de mampostería de piedra caliza, reforzados por siete torreones cuadrangulares y otro torreón destacado en el lado oeste (torre del homenaje), frente al Monasterio. Al este, hay una torre albarrana, entre el recinto interior y la barbacana de forma ovalada, reforzada en el lado oeste por cuatro torreones (dos de los cuales son semicirculares).